# Nigidius nitidus
Nigidius nitidus es una especie de coleóptero de la familia Lucanidae.

## Distribución geográfica
Habita en Etiopía.